# Kelemen László (színigazgató)

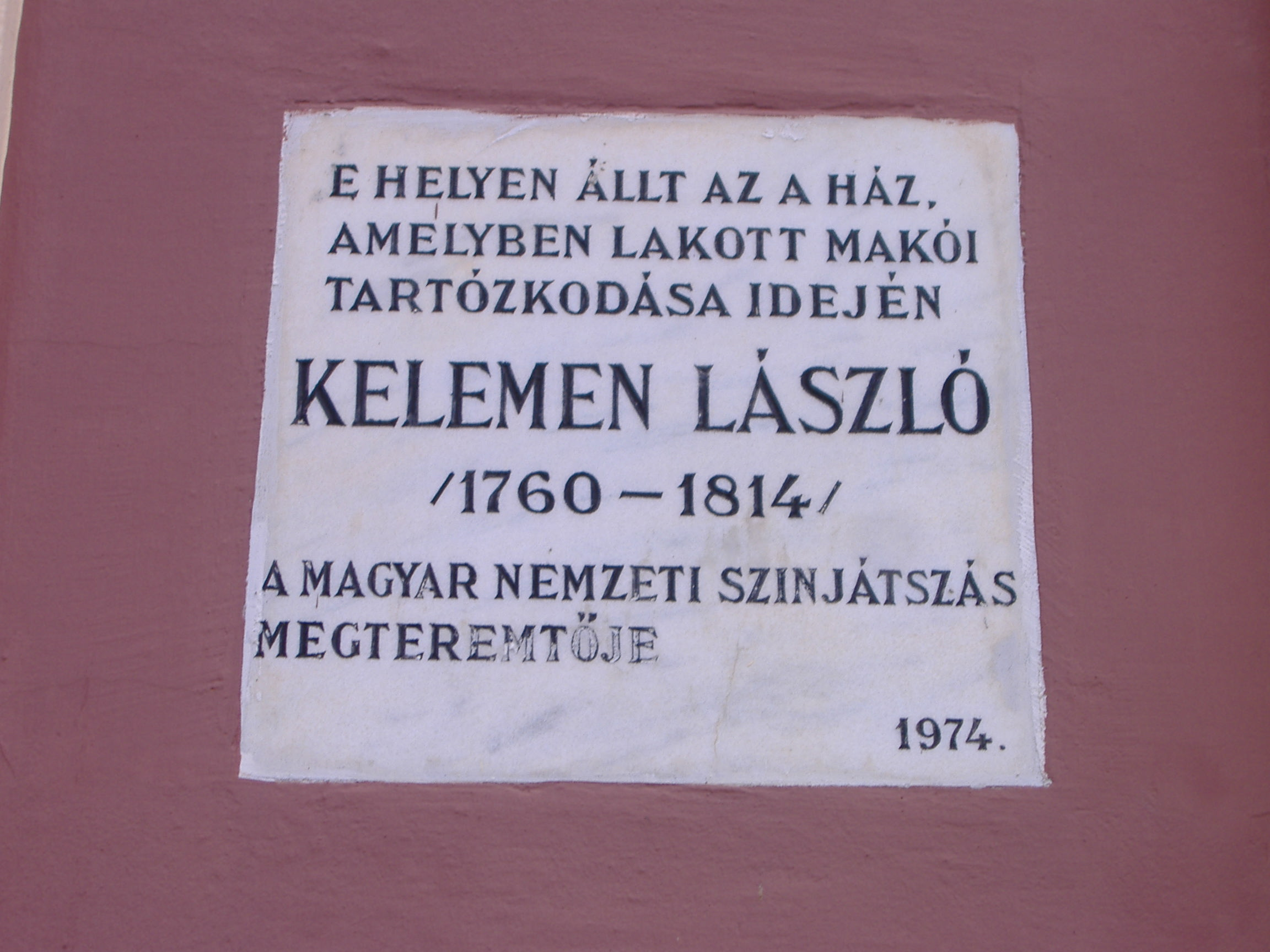
Kelemen László emléktáblája Makón.

Kelemen László (Kecskemét, 1762. július 26. – Csanádpalota, 1814. december 24.) az első magyar színigazgató, színműíró.

## Életpályája

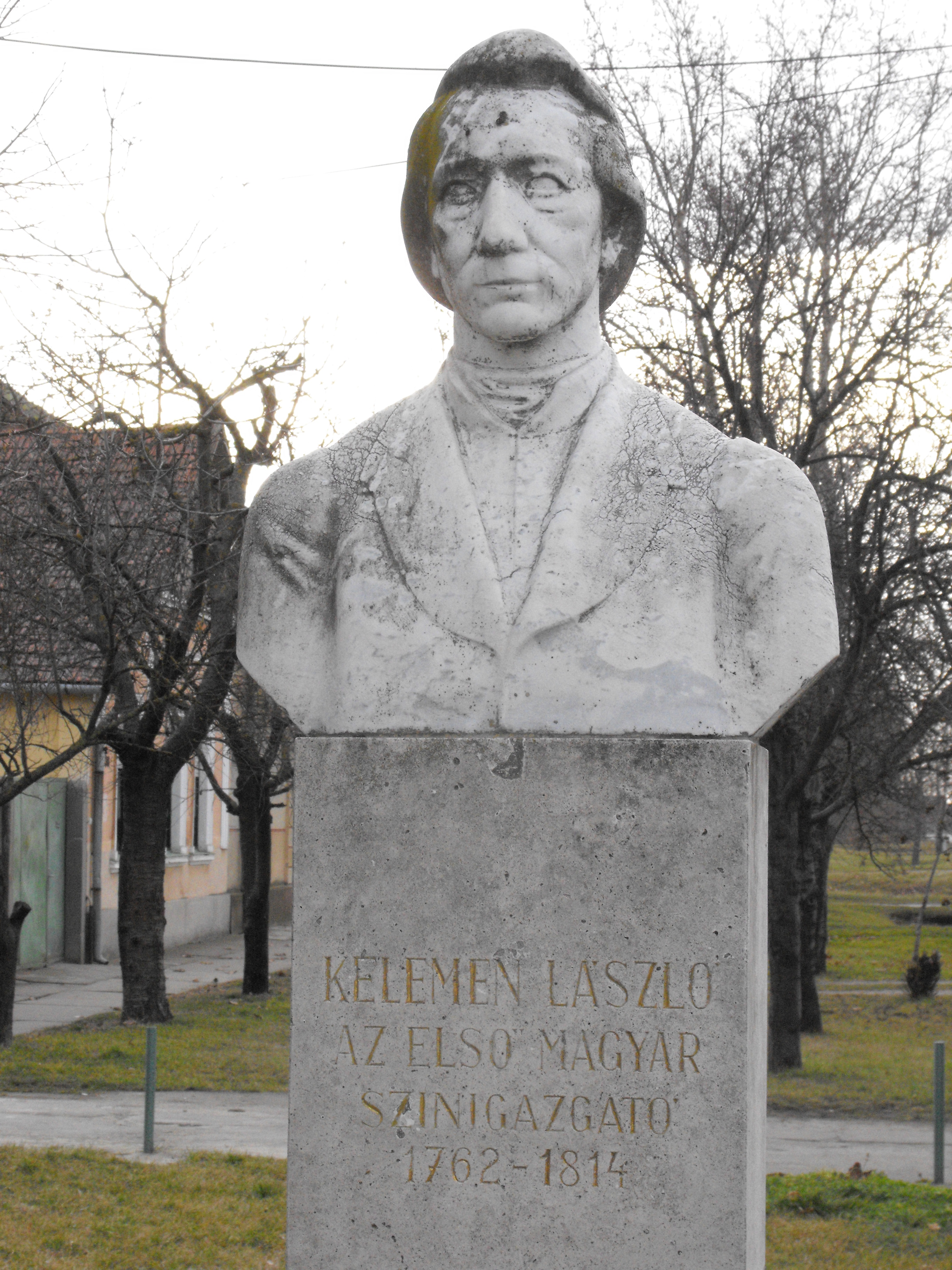
Kelemen László szobra Csanádpalotán

Erdélyből eredő nemesi származású római katolikus családból való. Apja, nemes Kelemen Mihály kántor, 1732. szeptember 29.-én született Makón, anyja, Török Anna, makói származású jómódú telkes-jobbágyi családból való volt (1757. április 24-én kötöttek házasságot). Kelemen László jogi pályára készült, és 1788-ban végezte tanulmányait.
Röviddel az ügyvédi oklevél megszerzése után Grassalkovich Antal gödöllői birtokán helyezkedett el. Az állás szép jövedelemmel járt, így némi vagyont is szerzett. A tanult, művelt ifjú közmegbecsülésben részesült, és a vagyonosabb polgári osztálynál is szívesen látott vendég volt. Még mint jurátus Budán Balogh János királyi tanácsos házánál is megfordult, és ennek tanácsára utazott külföldre.
Innen visszatérve, keserűen tapasztalta a magyar nemzetet szokásaiban, nyelvében, érzésében elidegenedettnek, elmaradottnak. Látta Európa főbb városainak színházait, tapasztalta a színészet hatását a nemzeti öntudatra. Ettől kezdve egy állandó színház alapítása foglalkoztatta. Ráday Pál gróf hatalmas pártfogásával és Kazinczy Ferenc buzdítására kis színjátszó társaságot (három nő és tíz férfi) szervezett, és leküzdve az alakítás nehézségeit, 1790. október 25-én eljátszották Budán Simai Kristóf Igazháziját. A társulat lelke és vezére, 1791. szeptember 1-jétől 1792. április 26-áig igazgatója Kelemen László volt. Ő tárgyalt az országgyűléssel, helytartótanáccsal, a német színház bérlőjével és magánszemélyekkel. Ők mutatták be 1793. május 6-án az első magyar nyelvű operát, Chudy József Pikkó herceg és Jutka Perzsi című darabját. A kellő pártolás hiányában és viszálykodások miatt azonban 1796. április 10-én a társulat feloszlott; adósságaik zálogául ruhatárukat és díszleteiket hagyták hátra. Kelemen a társulat egy részével vándorútra kelt, hogy vidéken próbáljon szerencsét. Kecskeméten azonban társulata végkép szétesett, tehetségesebb tagjai a kolozsvári magyar színtársulathoz szerződtettek.
Kelemen még egy kísérletet tett Nagyváradon 1800-ban, ahol rövid ideig mint igazgató szerepelt; de sehogy sem sikerült társulatát vidéken újraszerveznie, miután vagyona teljesen elfogyott. Ekkor nejével, Lipcsei Máriával együtt Ráckevén telepedett le, ahol kántortanítóként alkalmazták. Ráckeve leégése után Makóra költözött, majd onnan nemsokára Csanádpalotára vonult vissza.
Színészi pályája legnagyobb sikerét Bessenyei György A filozófus című darabjának Pontyi szerepében aratta. Néhány színésztársához (például Sehy Ferenchez, Láng Ádám Jánoshoz) hasonlóan maga is magyarított színműveket a társulat számára. Moliére egyik vígjátékát német közvetítéssel ültette át magyarra (A tettetett beteg) és mutatta be társulatával 1792. május 14-én. Német nyelvről összesen tizenöt színművet magyarított, közülük kettő ismeretes nyomtatásban.

## Házassága és leszármazottjai
Felesége Lipcsei Mária. Házasságukból született:
- Kelemen István (1810—1885), Szeged városi tanítója.[3] Neje, Sólyom Ottilia (1805-1873) voltak.[4]
- Kelemen Kálmán
- Kelemen László
- Kelemen Mária
- Kelemen Verona

## Emlékezete

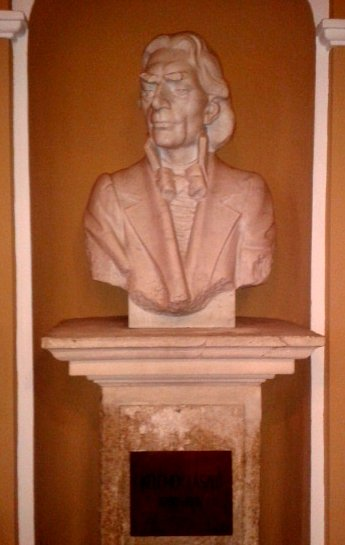
Mellszobra az egykori budai Várszínházban

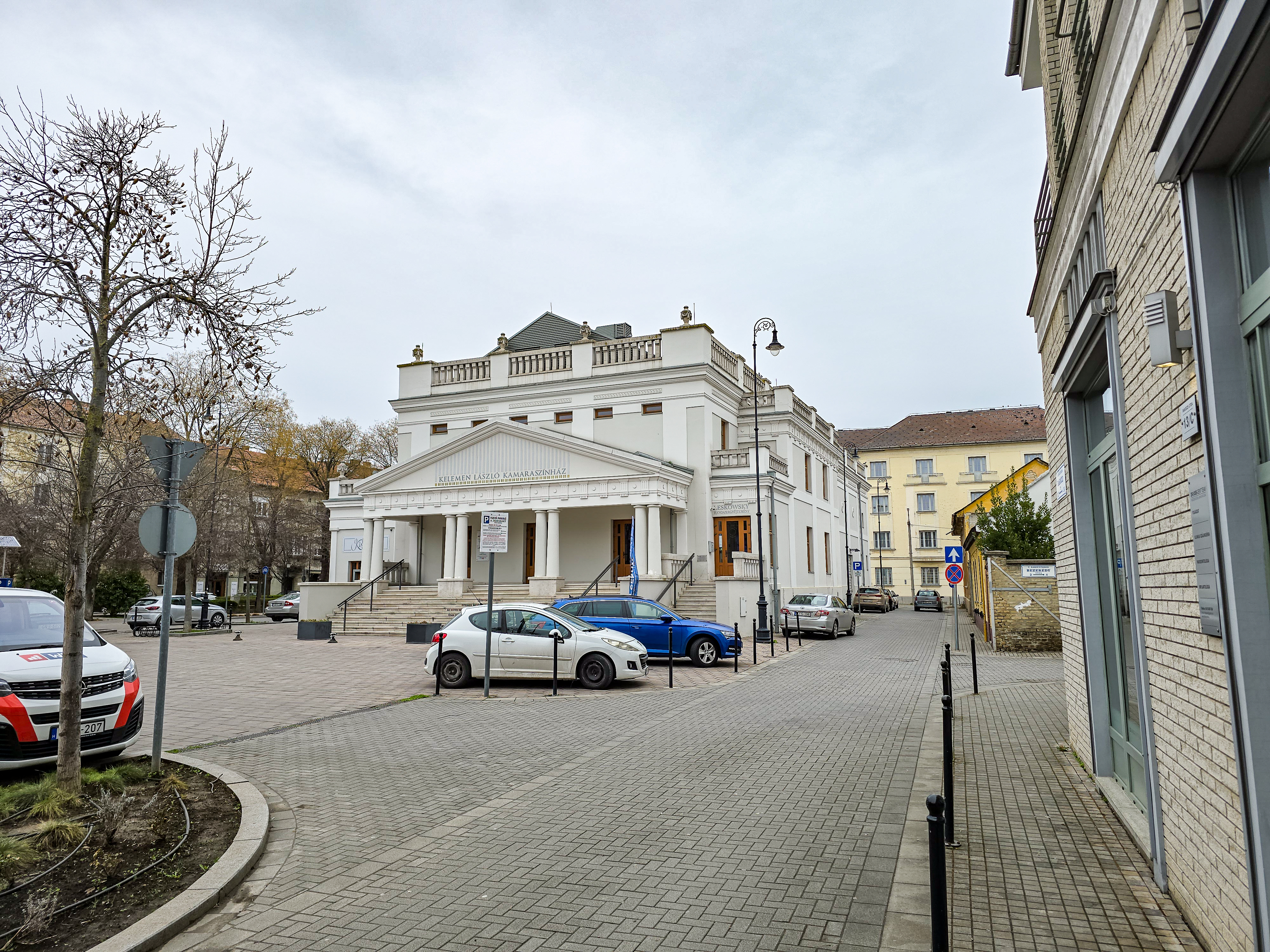
A kecskeméti Kelemen László Kamaraszínház

- Alakját később színpadi művekben Vahot Imre, Jókai Mór, Váradi Antal és Dényes Samu örökítette meg.
- Emlékét 1953 óta utcanév őrzi Budapest II. kerületében (Pasaréten).
- Róla nevezték el a csanádpalotai Művelődési Házat.
- A Színészköztársaság című dráma neki és az első magyar társulatnak állít emléket. Az ősbemutatót a Szegedi Nemzeti Színházban tartották 2015. január 29-én.

## Művei
Életében kiadott művei
- A gazda asszony, avagy megfizet az öreg harang. Vígjáték két felvonásban. ford. Pest, 1792. (Ifj. Stephanienak Die Wirthschafterin c. színműve; előadták 1792. máj. 17. és 28., 1793. jan. 28., dec. 11. és 1795-ben egyszer.)
- Csapó Péter vagy a kincsásók, vígj. 4 felv. Ford. Uo. 1792. (előadták 1795 szept. 5., még egyszer és 1793-ban kétszer.)

Életében kéziratban maradt művei
- Tettetett beteg avagy az igaz orvos, vígj. 4. felv. (Molière színműve; előadták 1792. máj. 14., 20., jún. 16., 1793. jan. 16., júl. 1. 1794. júl. 30.)
- Garbanczai, vagyis: az inas, atya és nász egy személyben, vígj. 3 felv., ford. (előadták 1792. júl. 19., aug. 25., 1793. ápr. 10., 26., 1794. febr. 28.)
- A szolgálatból kimaradt katonatisztek vagy állhatatosság és kétségbeesés, vígj. 5 felv. ford. (ifj. Stephanic után; előadták 1793. máj. 14., még kétszer, 1793. júl. 19. aug. 15., nov. 8., 1794. júl. 14.)
- Gyermekek fenyítése vagy a testámentom, vígj. 4 felv. ford. (előadták 1793. jún. 21., júl. 12., szept. 23., 1794. máj. 30.)
- Az esméretlen atyafi, vagy egy háznépnek lerajzolása, érzékeny játék 3 felv. ford. (előadták 1793. okt. 16., nov. 25., 1794. máj. 21., 1807. nov. 25.)
- A módi szeretők vagy milyen férjet kell választani, vígj. 3 felv. ford. Bretzner vagy ifj. Stephanie után (előadták 1794. febr. 5., ápr. 30., 1795. febr. 6., 1807. jún. 5., 1808. júl. 22.)
- A különös nagybátya, vígj. 4 felv. Ziegler Fr. W. után ford. (előadták 1794. jún. 19., 1809. márc. 10.)
- A magyar háznak atyja vagy az ifjú háznép, érzékeny játék 5 felv. Gemmingen után ford. (előadták 1794. szept. 19., nov. 5., 1807. nov. 2.)
- Lassú víz partot mos, vígj. 4 felv. Schröder Fr. L. után ford. (előadták 1794. okt. 22., 1795. jan. 16., jún. 12., 1808. aug. 5., 1809. ápr. 10., 1810. aug. 30.)
- Othello a velenczei szerecsen, szomj. 5 felv. Shakespeare-Schröder után ford. (előadták 1795. jún. 3., 1809. máj. 29., aug. 16., 1810. aug. 24., 1813. nov. 12. és Székesfehérváron 1814.)
- A magyar háznép anyja, érzékeny játék 5 felv., gróf Soden után (előadták 1807. nov. 7-én Pesten.)

Benkő még a következő színdarabját említi: Háládatos fiú, A ház tisztessége 1794. (talán a Magyar háznak atyja más címmel.)

## Szakirodalom
- Endrődy János: A magyar játékszinek története. (Pest, 1792-.) (A M. Játékszin I-III.)
- Toldy Ferenc: A magyar költészet története. (Pest, 1867. 450. l.)
- K. Nagy Sándor: A váradi szinészet története. (Nagyvárad, 1884. 19., 20., l.)
- Váli Béla, Kelemen László az első magyar szinigazgató. (Arad, 1888.)
- Petrik Bibliográfia
- Irodalomtörténeti Közlemények I. (222., 275. l.)
- Lugosi D.: Kelemen László és az első „Magyar Játszó Színi Társaság” (Makó, 1927)
- Mályuszné Császár E.: Kelemen László színháza – Tanulmányok Budapest múltjából XI., (1956)
- Staud G.: Bayer József tudományos munkássága (1979, K.elemen László 1793 és 1801 közötti naplójának közlése Bajza József hagyatékából).
- Staud G.: Kelemen László naplója és feljegyzései (Budapest, 1961)
- Kerényi Ferenc szerk.: A vándorszínészettől a Nemzeti Színházig (Szépirodalmi Kiadó, 1987)
- Talpassy Tibor: A magyar színjátszás hőskora (Móra Ferenc Könyvkiadó, 1983)
- Czenner Mihály: Magyar színészportrék katalógusa 1790-1944. (Budapest 1973.)
- Hont Ferenc: Magyar Színháztörténet (Budapest, 1962)
- László Anikó: Magyar Játékszín – Művelt Nép Könyvkiadó, Budapest, 1954)
- Verő György: Blaha Lujza és a Népszínház – Franklin-társulat Kiadása (Budapest, 1926.)
- Pukánszkyné Kádár Jolán: A budai és pesti német színészet története 1812-ig. (Budapest, 1914.)
- Bayer József: A nemzeti játékszín története I.- II. – MTA Irodalomtörténeti Bizottsága, (Budapest, 1887)
- Szigligeti Ede: Magyar Színészek életrajzai (Budapest, 1878)
- M. Hirmondó 1892. II. 100. l.;, Honművész 1837. 31. sz.

1888: Nemzet 249. sz. (Váli Béla). Pesti Hirlap 249. sz. Vasárnapi Ujság 38. sz. síremléke rajzával. (Váczy János). Pesti Napló 249., 250. sz., Ország Világ 37. sz., Fővárosi Lapok 248., 249. sz., Szinészek Lapja 38. sz. Makói Hirlap 25., 42. sz. (buja Lajos.), Maros 69., 72., 73. sz., Egyetértés 256. sz., Alföld 125., 207. sz.